# Els dotze treballs d'Hèracles
Els dotze treballs d'Hèracles foren la penitència que hagué de pagar l'heroi per ser perdonat per l'assassinat dels seus fills en un atac de bogeria induït per la deessa Hera. Hèracles va haver de posar-se sota les ordres del rei Euristeu de Micenes, el qual li va ordenar tasques aparentment impossibles d'assolir.
Dels treballs se n'han fet diverses lectures metafòriques, assumint que es basen en una recopilació de diferents llegendes i mites antics. Es podria relacionar cada tasca amb una etapa de la vida o amb un signe del zodíac, entre d'altres. La majoria de treballs es localitzen al voltant de l'Arcàdia grega, si bé les dades sobre la geografia no són exactes i compten com a reals llocs mítics.
A banda de les nombroses al·lusions literàries i artístiques, els treballs han esdevingut un tema central en la cultura popular. Així, apareixen a Els dotze treballs d'Astèrix
, o als còmics dels superherois de la Marvel, per exemple. Una obra clàssica fou la del marquès de Villena, primerament escrita en català. En la literatura catalana moderna, cal destacar la novel·la de Joan Francesc Mira, Els treballs perduts, que s'estructura en dotze capítols, cada un dels quals correspon als treballs herculis i que, ubicats tots ells a València, es desenvolupen en dotze dies consecutius.

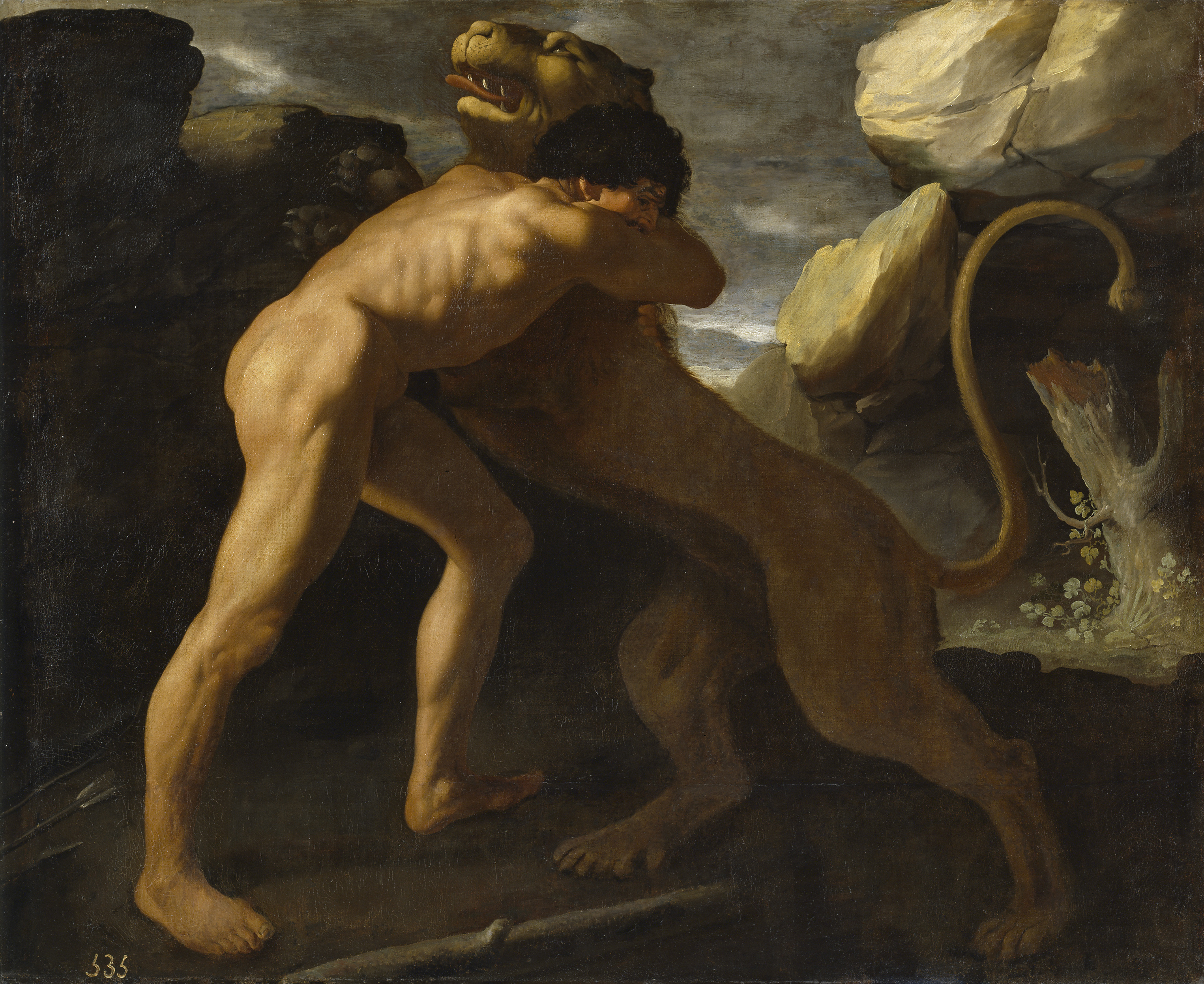
Hèracles lluitant contra el lleó de Nèmea, de Francisco de Zurbarán (1634); Museo del Prado (Madrid)

## El lleó de Nèmea
La primera de les tasques d'Hèracles consistí a matar un lleó monstruós que aterria la població de Nèmea. La seva pell era tan gruixuda que era impossible ferir-lo amb cap arma. Quan Hèracles se n'adonà, deixà de banda l'espasa i matà el lleó amb la força dels seus braços, ofegant-lo. Hèracles havia d'escorxar el lleó i portar la pell a Euristeu, però era impossible de fer-ho perquè cap ganivet ni arma de cap tipus podia penetrar la pell del lleó. La solució la hi presentà la deessa Atena, que se li aparegué i li explicà que la pell del lleó només podia ser travessada per les seves pròpies urpes. D'aquesta manera Hèracles escorxà el lleó i portà la seva pell sempre al damunt, com a armadura.
Aquest treball és una prova de la força sobrehumana que caracteritza l'heroi, però també de l'astúcia, virtut molt preuada pels grecs, com ho prova el seu heroi més famós: Odisseu. També demostra la contínua relació entre déus i mortals a l'època antiga, ja que és Atena qui dona el consell clau (i no és pas gratuïtament que ella sigui la deessa de la saviesa).

## L'Hidra de Lerna

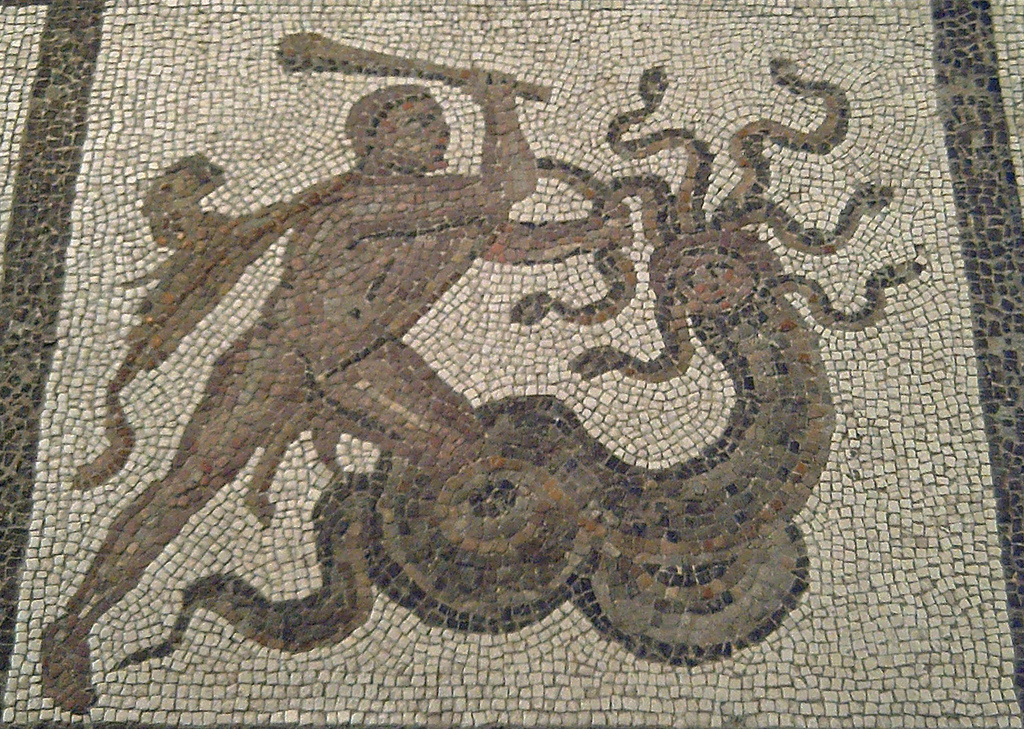
Hèracles i l'Hidra, mosaic romà de Llíria (Camp de Túria)

L'Hidra era un monstre que vivia en una zona pantanosa anomenada Lerna. Tenia caps horrorosos en forma de serps, amb dents esmolades com dagues. La impossibilitat de vèncer l'hidra es basava en el fet que els caps no es podien tallar, perquè si es feia de la ferida en sortien dos caps més, igual d'horrorosos que l'anterior. Hèracles comença per tallar els caps de l'hidra a cops d'espasa, protegit en tot moment per la pell impenetrable del lleó de Nèmea. Arribà un moment, emperò, que s'adonà que no avançava en la tasca. L'hidra es feia cada cop més poderosa, ja que tenia una multitud de caps que havien sorgit de les ferides. Finalment demanà al seu nebot Iolau que l'ajudés portant una torxa encesa. A mesura que Hèracles anava tallant caps, Iolau anava cremant les ferides que deixaven. Així cauteritzades, les ferides no podien originar nous caps i finalment l'hidra morí. Després l'heroi sucà les puntes de les seves sagetes amb la fel verinosa de l'hidra i d'aquesta manera les va fer més destructives.
De nou apareixen els elements de l'ajuda externa i de l'astúcia per vèncer un enemic. Aquest enemic és un altre monstre; l'heroi ha de derrotar éssers fantàstics i no persones de carn i ossos, com podria fer un soldat qualsevol. Apareix també un element que data de recopilacions tardanes dels mites, i és l'ús dels fruits d'una tasca anterior en posteriors aventures (aquí es protegeix amb la capa del lleó). Al cos verinós de l'hidra morta, Hèracles hi sucà les sagetes que l'ajudarien en altres històries, com en la lluita contra el centaure Nessos.

## La cérvola de Cerinea
La cérvola o daina de peülles de bronze de Cerinea era l'animal més ràpid conegut, ja que havia escapat fins i tot dels intents de la deessa Àrtemis per lligar-la al seu carro. El tercer treball d'Hèracles consistia a atrapar-la i portar-la viva a Micenes. Hèracles va haver de perseguir la daina durant dies i dies fins que finalment l'animal es va aturar un moment a beure aigua. Llavors Hèracles la va ferir en un tendó amb una sageta i la va poder capturar.
Sembla que aquest treball sorgeix d'una llegenda nòrdica, on abunden els cérvols que no es poden ferir ni atrapar pel fet de ser màgics. Hi intervé el factor de la velocitat i no la força, com en els monstres anteriors.

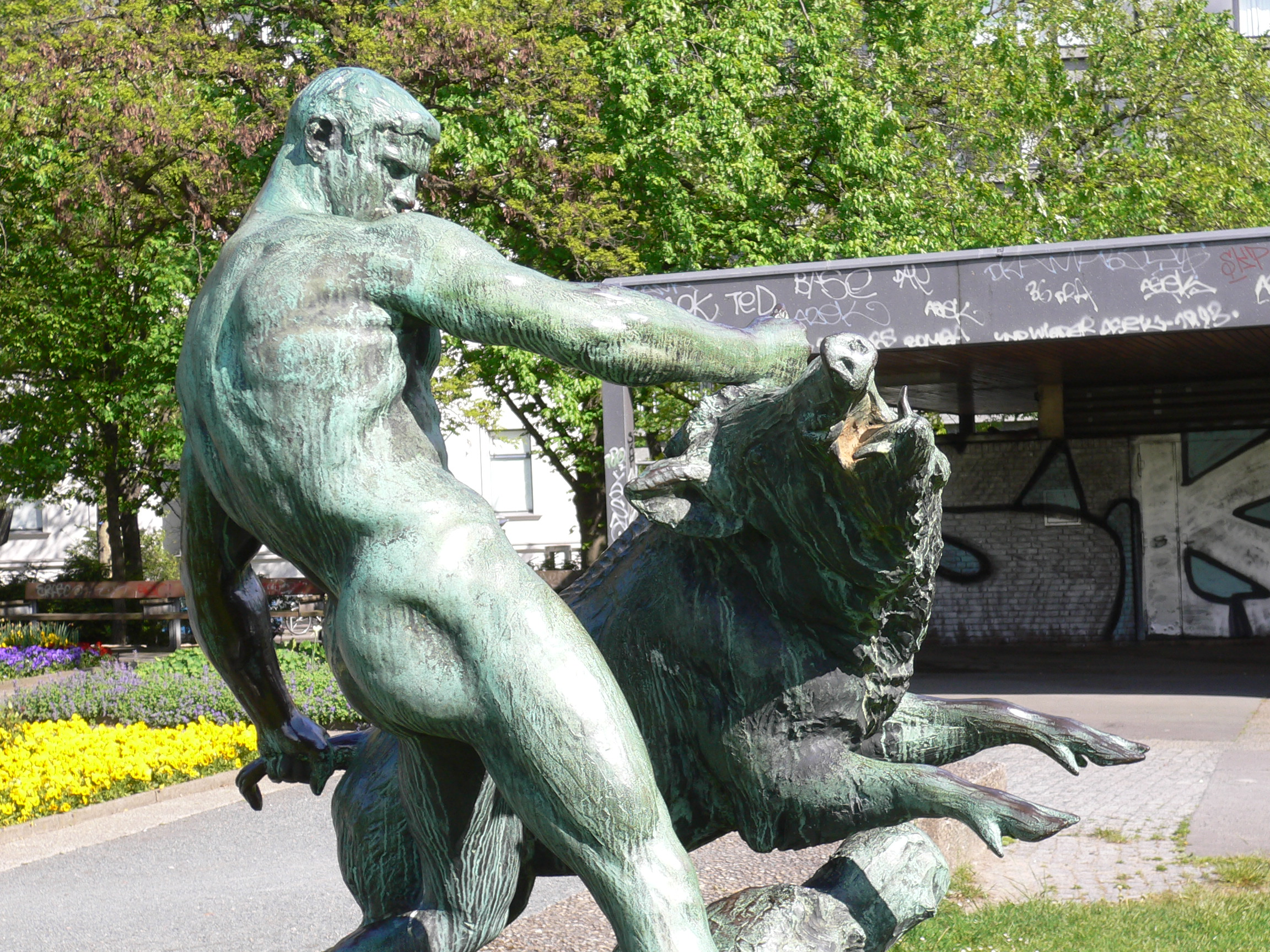
Estàtua d'Hèracles lluitant contra el senglar d'Erimant, de Louis Tuaillon (1904), a Berlín

## El senglar d'Erimant
Aquest senglar era un bèstia que arrasava els camps de la muntanya de l'Erimant i que tenia aterrida la població. El quart treball d'Hèracles era capturar-lo. Abans de poder arribar a Erimant passà pel país del centaures on es va retrobar amb Quiró, de qui Hèrcules havia après l'art de la medicina. Per celebrar-ho Quiró va treure vi dels centaures, i els centaures, atrets per l'olor del vi, es van posar agressius, van començar a tirar-li pedres, Hèracles va començar a tirar sagetes enverinades amb l'Hidra i una es va clavar al genoll de Quiró i li causà una ferida letal. Hèracles es va quedar fins que va morir. Hèracles va arribar a Erimant i després de lluitar àrduament amb l'animal a la neu, aconseguí encadenar-lo i portar-lo a Micenes. El rei Euristeu es va espantar tant en veure la bèstia que s'amagà al soterrani del palau, dins una gerra de vi.

## Els estables del rei Augies
Augies, rei de l'Èlida, tenia els ramats més nombrosos i fèrtils del món. També era conegut per no haver netejat mai els seus estables, de manera que la pudor s'estenia per tot el Peloponnès i la vida s'hi feia gairebé insuportable. La cinquena tasca d'Hèracles era la de netejar els estables del rei Augies en un sol dia. Per fer-ho enderrocà dues de les quatre parets dels estables i desvià del seu curs els rius propers Alfeu i Peneu. Les aigües s'emportaren els fems cap al mar i els estables i els seus voltants quedaren nets.
L'heroi aquí demostra un cop més el seu caràcter civilitzador, ja que neteja (higiene) i aprofita la natura (tecnologia). També hi ha un paral·lelisme entre la història i la religió grega: els homes acumulen faltes (brutícia de l'estable) fins que la civilització (l'heroi) les elimina; per això al final de l'any predomina la foscor fins que amb l'arribada d'Aquari (l'aigua) torna la llum al calendari.

## Els ocells de l'Estimfal

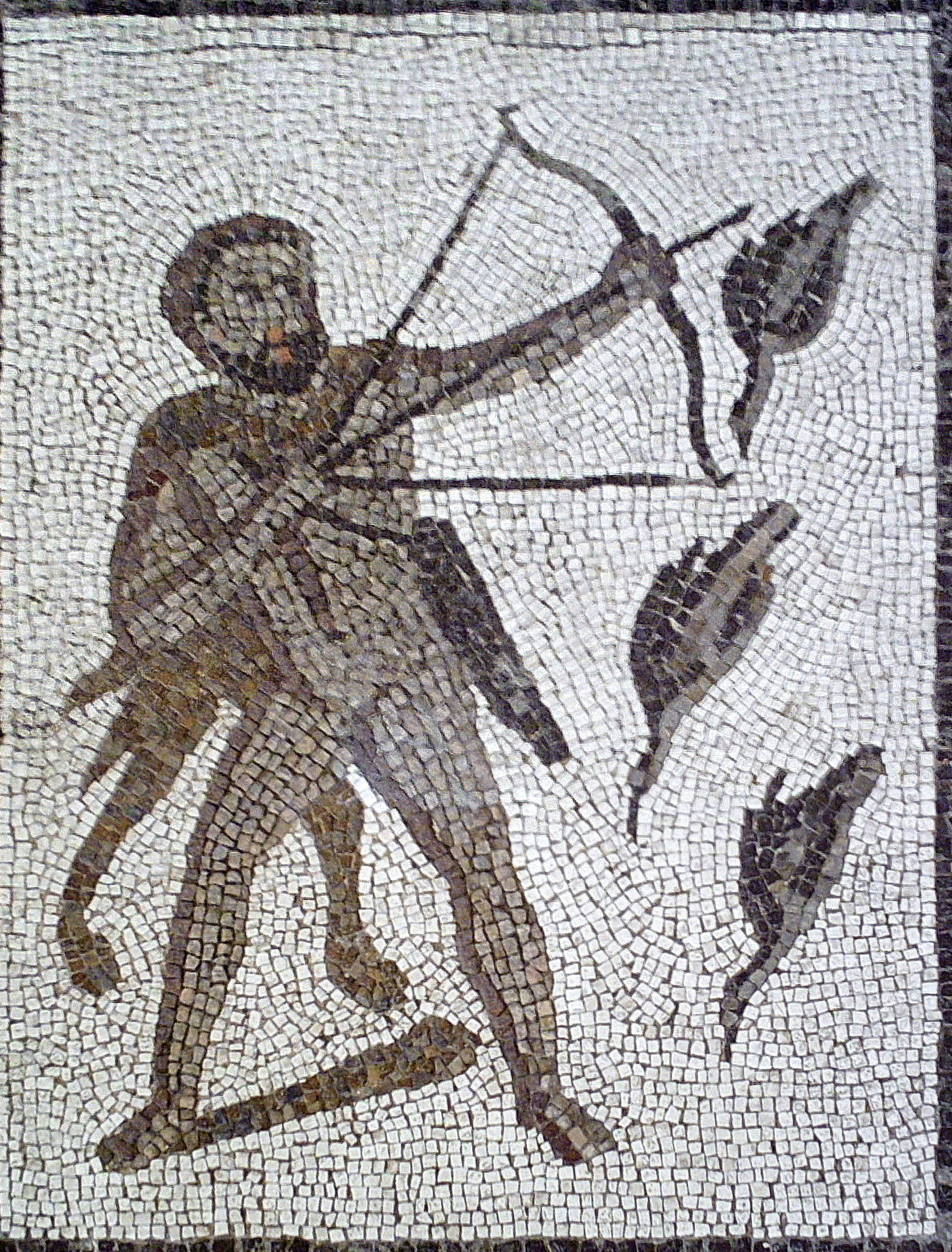
Hèracles i els ocells del llac Estimfal, mosaic romà de Llíria (Camp de Túria)

Els ocells del llac Estimfal eren monstres terrorífics amb urpes, becs i ales de bronze. Atacaven les persones i els ramats per menjar-se'ls, a més de matar amb les plomes de bronze que els queien de les ales a gran alçada. La sisena tasca d'Hèracles va ser expulsar-los ben lluny. El primer que calia era dispersar-los perquè no ataquessin en esbart. Per ajudar Hèracles, Atena li donà un parell de platerets de bronze que l'heroi feu entrexocar amb tanta força que el soroll espantà els ocells. Un cop dispersos a cel obert, Hèracles els abaté amb les seves sagetes enverinades. Alguns van aconseguir escapar i fugiren a l'illa d'Ares al mar Negre, on foren trobats més tard pels argonautes en el seu viatge.
Amb els ocells, Hèracles ha vençut monstres de tots els elements: terra (com el lleó), aigua (l'hidra) i aire (aquest treball). És, per tant, un heroi global, capaç de guanyar en totes les circumstàncies.

## El bou de Creta
El bou de Creta fou un càstig que Posidó envià al rei Minos per no haver complert una promesa de sacrifici que aquest li havia fet. Posidó feu que l'esposa del rei Minos, Pasífae, s'enamorés del bou i s'hi aparellés, amb què es va engendrar el monstre Minotaure. Pel que fa el bou, corria salvatge per les terres de Creta, envestint i matant tothom qui es creuava pel seu camí i ningú no gosava matar-lo. Hèracles, gràcies a la seva força prodigiosa, aconseguí capturar el bou i portar-lo a Micenes, on finalment fou sacrificat. Al final Teseu va ser qui va matar el bou de Creta.

## Les eugues de Diomedes
El rei Diomedes tenia als seus estables unes eugues que menjaven persones. El rei escollia alguns dels seus hostes cada nit i els donava per menjar a les eugues. Hèracles es dirigí cap a Tràcia amb alguns voluntaris i vencé el petit exèrcit de Diomedes que guardava la casa. Després capturà el rei i el llançà en vida a les seves eugues, que el devoraren. Després d'això, es tornaren manses i les pogué enganxar al carro de Diomedes per portar-les a Micenes.

## El cinyell d'or d'Hipòlita
Les amazones eren dones guerreres que vivien de la caça i de la guerra. A vegades se les representa sense un dels pits, que s'haurien amputat per poder tensar bé l'arc. El novè treball consistia a aconseguir el cinyell de la seva reina, Hipòlita, per demanda de la filla d'Euristeu, Admete. Quan Hèracles arribà a la terra de les amazones, Hipòlita el veié i s'enamorà de la seva força. Li oferí el seu cinyell com a penyora d'amor. La tasca podria haver reeixit fàcilment si no hagués estat per Hera, que va estendre el rumor entre les amazones que Hèracles i els seus companys tenien com a objectiu segrestar la reina Hipòlita i endur-se-la. Les amazones atacaren els grecs, però foren vençudes i Hèracles aconseguí fugir amb el cinyell.

## Els ramats de Geríon
El desè treball d'Hèracles era el de robar els ramats del gegant Geríon, monstre amb la forma de tres homes units per la cintura i de força llegendària que vivia a l'illa d'Eritea, a l'oest del Mediterrani. Per arribar-hi va haver de creuar el desert i, aclaparat per la calor, disparà una sageta a Hèlios, déu del sol: Hèlios li demanà que el deixés en pau i Hèracles en canvi li demanà la copa màgica que feia servir el déu per viatjar d'est a oest cada dia. El déu així ho va fer, de manera que Hèracles pogué arribar a Eritea sense més entrebancs. Pel camí, construí dues columnes a l'actual estret de Gibraltar per commemorar el seu pas. Hèracles matà llavors el gos Ortros, guarda dels ramats i germà de Cèrber, i el pastor Eurició. Un cop arribà a Geríon el matà també i esguerrà el seu cos en tres parts. Reuní els ramats i amb penes i treballs aconseguí arribar a Micenes, on Euristeu els sacrificà en honor d'Hera.

## Les pomes d'or de les Hespèrides

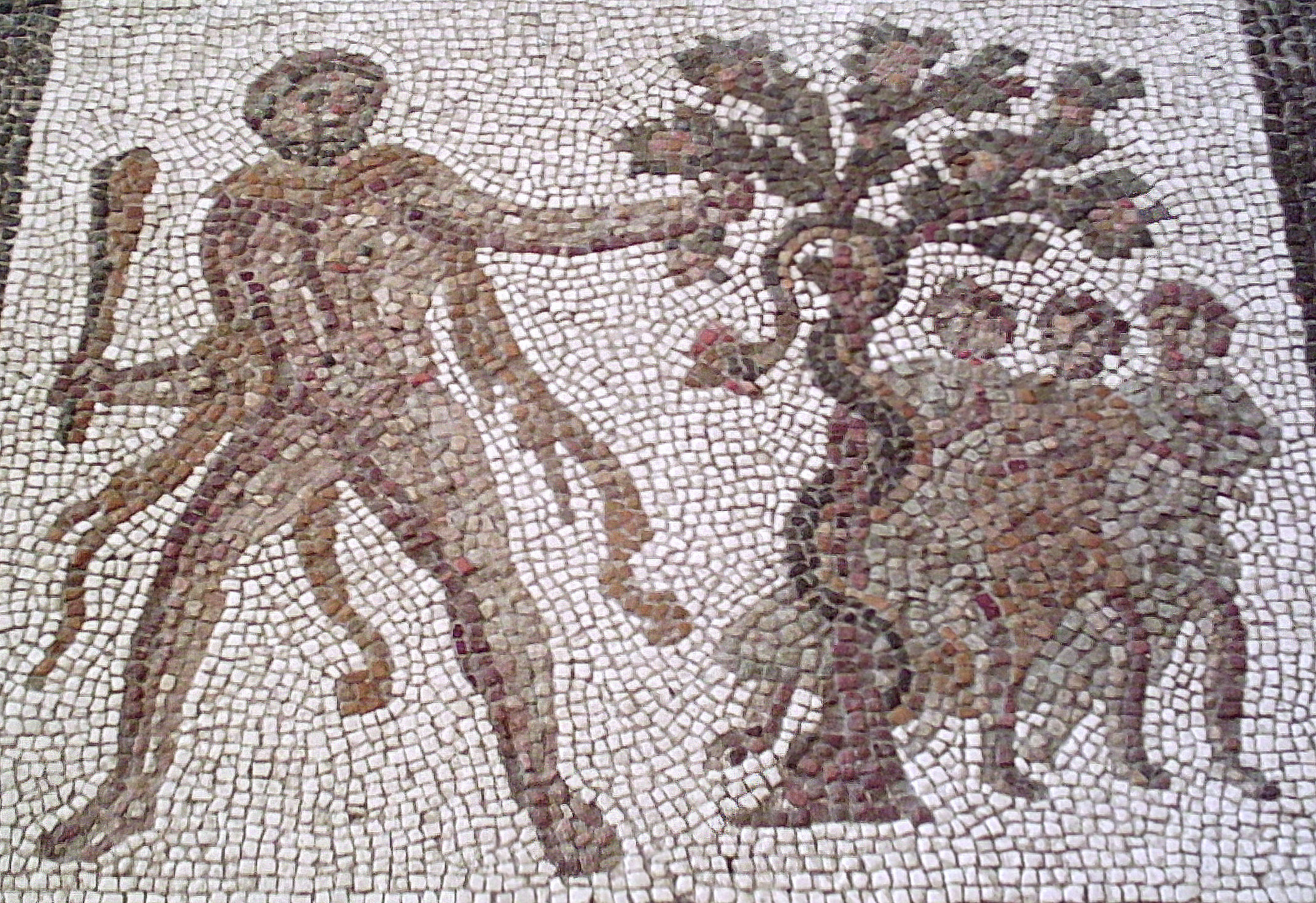
Hèracles agafa les pomes de les Hespèrides, mosaic romà de Llíria (Camp de Túria)

L'onzè treball d'Hèracles consistia a obtenir les pomes d'or de l'arbre que creixia al jardí de les Hespèrides. Aquest arbre havia estat un regal de noces de la Mare Terra a Hera pel seu casament amb Zeus i estava custodiat per les nimfes Hespèrides, filles del tità Atles. Atles havia estat castigat pels déus a suportar sobre les seves espatlles la volta celeste per tota l'eternitat. Quan Hèracles va arribar al jardí, Atles li va prometre que convenceria a les seves filles de donar-li algunes pomes a canvi que Hèracles aguantés el cel durant una estona. Quan Atles va tornar, va proposar a Hèracles d'anar ell mateix a portar les pomes a Euristeu. Hèracles sospità de les intencions del tità i hi estigué d'acord, demanant-li però que aguantés el cel un moment mentre ell es posava en una posició més còmoda que no li fes mal al coll. Atles hi estigué d'acord i, quan tingué un altre cop el cel sobre les espatlles, Hèracles recollí les pomes i va deixar Atles enrere amb la seva càrrega. Hèracles va donar les pomes a Euristeu, però quan les va tenir va regalar-les a Hèracles, que les va donar a Atena. Atena les va tornar al seu lloc, ja que no era lícit que estiguessin en cap altre.
Aquest mite té una estreta relació amb el jardí de l'Edèn de la Bíblia i les pomes que suposen l'expulsió dels homes del Paradís, tal com s'explica al llibre del Gènesi.

## El gos Cèrber

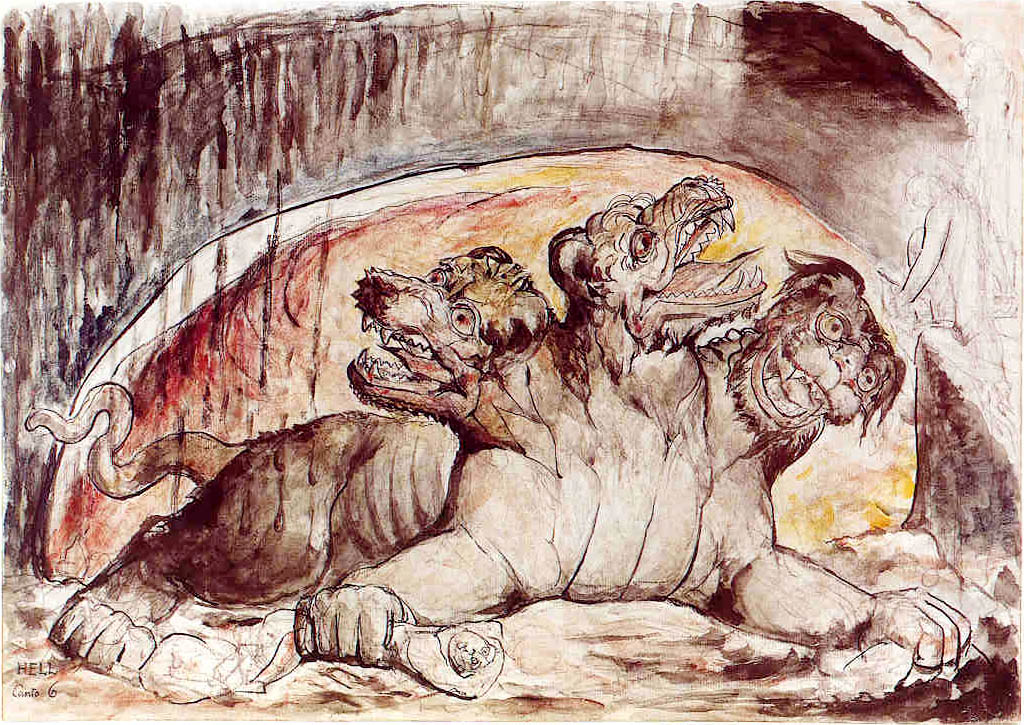
El gos Cèrber de William Blake (1920), National Gallery of Victoria

El darrer treball d'Hèracles era també el més difícil. Consistia a treure el gos Cèrber dels inferns. Aquest gos era un monstre de tres caps amb cua de serp que s'encarregava de vigilar que els morts no s'escapessin de l'Hades. El primer obstacle en aquesta tasca era que ningú no sabia on es trobava l'entrada a l'Hades. Per sort, Hèracles trobà el malaurat Orfeu, que tornava de la seva expedició a l'infern per rescatar Eurídice. Ell li explicà com anar-hi. Un cop arribà al riu Estix, el que delimitava l'Hades, el barquer Caront tingué tanta por de la força i l'aspecte ferotge d'Hèracles que el passà amb la seva barca a l'altra riba sense protestar. Un cop al Tàrtar, trobà l'heroi Teseu sotmès a suplici per un antic intent de raptar Persèfone, esposa d'Hades, i el rescatà. Igualment, segons algunes versions, allibera Prometeu. Hèracles demanà després a Hades, déu dels inferns, que li deixés endur-se Cèrber. Ell hi accedí amb la condició que fos capaç de capturar-lo sense armes. Així Hèracles, només amb la força dels seus braços, aconseguí retenir l'animal i el portà a Micenes, per retornar-lo a l'Hades poc després.
Aquest treball simbolitza el triomf de la mort, ja que Cèrber és el guardià de l'inframón, on van a parar les ànimes dels que han mort. Significativament, no hi ha un lloc on hi hagi la tomba d'Hèracles.

## Literatura
- 1417. Enrique de Villena. Els dotze treballs d'Hèrcules.[4] Obra originalment en català i després traduïda per ell mateix al castellà.[5] El llibre es compon d'una carta (en la qual s'explica l'origen del tractat), un proemi (on dona l'estructura i intencionalitat del llibre) i dotze capítols, cadascun d'ells dividit en quatre parts: Hystoria nua (compte el treball d'Hèrcules tal com ho narren els antics), declaració (interpreta moralment la història), Veritat (explica la narració des d'un punt de vista històric o, si més no, lògic) i aplicació (adjudica el treball a un estat social i dedueix uns models de comportament).[6]